# Radgraf

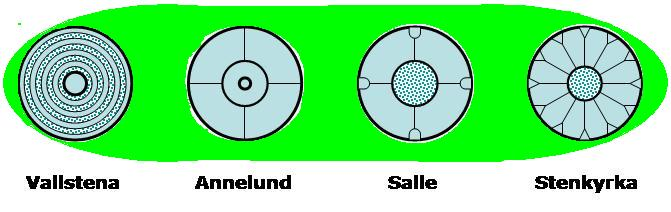
Verschillende vormen van een radgraf

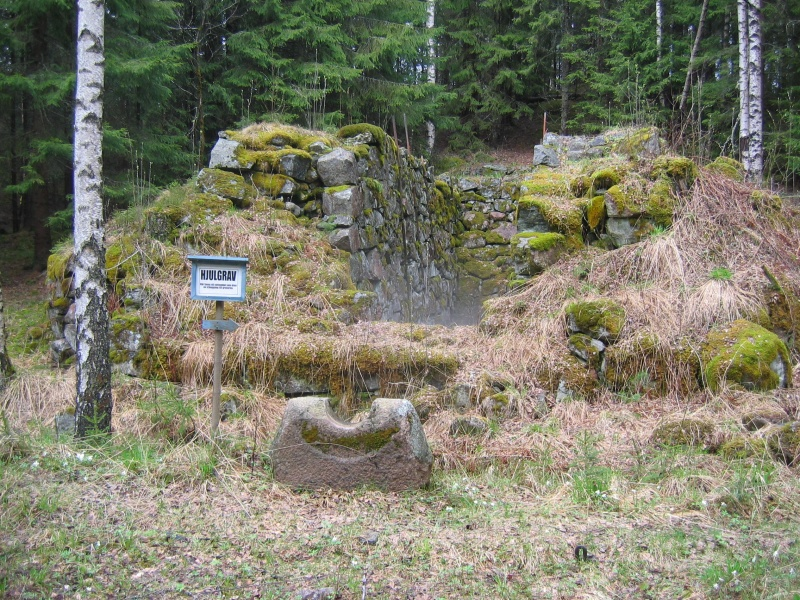
Hjulgrav van Slotterberget

Een radgraf (Zweeds Hjulgrav of Hjulkorsgrav, Deens Hjulgraven) is een type graf uit de ijzertijd (500 v.Chr. - 550 n.Chr.) in Scandinavië. Een radgraf bevat vaak een steenkist.
De best bewaarde exemplaren liggen in Jutland, op het vasteland in Zweden en op Gotland.
Het radgraf van Rojrhagen (bij Stånga) is onderdeel van een grafveld (240 × 140 meter) met steencirkels en Grafröse (een type cairn) en was 25 meter in doorsnede. De doorsnede is nu slechts de helft daarvan door de aanleg van een weg. In het midden van het radgraf liggen twee steenkisten. Ook het radgraf van Stenkyrka bevat twee steenkisten.
Het radgraf van Simunde is 30 meter in doorsnede en werd omstreeks 1950 onderzocht. Het wordt ook wel Storgrav genoemd. Dit monument bevat ongeveer 20 graven. Het oudste graf komt uit de bronstijd (circa 1500 v.Chr.) en het jongste graf komt uit de Vendeltijd (650-800 n.Chr.).